# Carmen Gloria Fernández
Carmen Gloria Fernández Valenzuela (Constitución, 26 de octubre de 1955) es una contadora auditora y política chilena. Anteriormente fue alcaldesa de la comuna de Quinta Normal entre 2012 y 2021.

## Biografía
Hija de Manuel Segundo Fernández Araya, exalcalde de la comuna de Quinta Normal entre 2004 y 2012 y de Zulema Del Carmen Valenzuela Nuñez. Carmen Gloria Fernández es titulada de la carrera de Contador Auditor del año 2000 en la Universidad Arturo Prat. Alcaldesa de Quinta Normal por el período 2012- 2021. Nació en Constitución. De origen árabe, su abuelo proveniente de Líbano al llegar a Argentina castellanizó su apellido, que originalmente era Godman Farrut, quedando en Fernández.
Su especialización continuó con estudios de magíster en Gerencia y Políticas Públicas en la Universidad Adolfo Ibáñez, con un diplomado en Alta Dirección Municipal, en esta misma casa de estudios y desarrolló el Programa PADE en la ESE Business School de la Universidad de los Andes.
Es casada, tiene 4 hijas y tres nietas.

## Controversias y corrupción
En el año 2012, los concejales de la comuna debían darle dinero en efectivo para financiar a la entonces candidata a alcaldesa cuando estaba en campaña, para suceder a su padre Manuel Fernández Araya. En la investigación por eventuales delitos de fraude al fisco, asociación ilícita, falsedad y uso malicioso de documentos privados y estafa en contra de la Corpquin que sitúan a Fernández y al concejal Francisco Duarte como los líderes de una serie de maniobras que han esquilmado el patrimonio municipal.
Además, se detectaron irregularidades en el programa de integración escolar de junio de 2014. Se indica que "la cuenta corriente se encontraba desactualizada hasta el mes de octubre de 2013 y los remanentes no utilizados determinándose un saldo sin ejecutar de $295.800.427, el que sumado al saldo de arrastre de 2012, totaliza $690.670.071". Los dineros habían sido transferidos por el MINEDUC en 2013, es decir un año después que Fernández asumiera el cargo. De acuerdo a los antecedentes que se manejan más de mil niños que requieren de educación especial no habrían sido atendidos porque los fondos no llegaron a los establecimientos que presentaron los proyectos.
Desde 2016 la alcaldesa, junto con el concejal también DC, Francisco Duarte, fueron acusados de corrupción e investigados por malversación de $700 millones en programas de integración escolar e investigados por malversación de caudales públicos, quienes denunciaron la situación fue Verónica Montecinos Ortiz, abogada y extrabajadora de la corporación del municipio de Quinta Normal y la entonces concejala Katherine Martorell y quien presentó la posterior querella en su contra fue la diputada PPD, Cristina Girardi,  junto con asociaciones de funcionarios de la Corporación de Quinta Normal, acusando fraude al fisco, falsedad y uso malicioso de instrumentos privados mercantiles. El modo de proceder consistía en "falsificar licitaciones y cotizaciones para favorecer a un proveedor en particular. Esto ocurrió con una empresa informática y con la empresa que fabricaba los uniformes deportivos", los cuales debían ser destinados a los niños de la comuna.
Durante 2018, el Tribunal Electoral suspendió de sus funciones por dos meses a la alcaldesa, por considerar que incurrió "en notable abandono de deberes e infracción grave a las normas de probidad administrativa". Fernández no habría pagado las cotizaciones previsionales de los funcionarios de la Corporación Comunal de Desarrollo desde enero hasta abril de 2017 por montos cercanos a los 140 millones a excepción del mes de febrero.

## Historial electoral

### Elecciones municipales de 2012
- Elecciones municipales de 2012, para la alcaldía de Quinta Normal[7]

| Candidato                          | Pacto                           | Partido | Votos  | %      | Resultado |
| ---------------------------------- | ------------------------------- | ------- | ------ | ------ | --------- |
| Carmen Gloria Fernández Valenzuela | Concertación por la Democracia  | PDC     | 11.473 | 31,95% | Alcaldesa |
| María Fernández Catalán            | Independientes (Fuera de pacto) | IND     | 9.697  | 27,00% |           |
| Daniel Escobar Escobar             | Coalición                       | UDI     | 7.456  | 20,76% |           |
| Hugo Landauro Henriquez            | El Cambio por Ti                | PRO     | 5.239  | 14,59% |           |

### Elecciones municipales de 2016
- Elecciones municipales de 2016, para la alcaldía de Quinta Normal[8]

| Candidato                          | Pacto                           | Partido | Votos | %      | Resultado |
| ---------------------------------- | ------------------------------- | ------- | ----- | ------ | --------- |
| Carmen Gloria Fernández Valenzuela | Nueva Mayoría                   | PDC     | 8.696 | 37,06% | Alcaldesa |
| Jorge Durán Espinoza               | Chile Vamos                     | RN      | 6.107 | 26,02% |           |
| Juan Carlos Soto Clivio            | Independientes (Fuera de pacto) | IND     | 5.451 | 23,23% |           |
| Andrea Condemarin Fuentes          | Yo Marco por el Cambio          | PRO     | 3.212 | 13,69% |           |